# Indie na Letnich Igrzyskach Olimpijskich 2004
Indie wzięły udział w XXVIII Letnich Igrzyskach Olimpijskich w Atenach. Był to 21 start Hindusów na letnich igrzyskach olimpijskich.

## Zdobyte medale
| Medal  | Zawodnik                   | Dyscyplina sportowa | Konkurencja            |
| ------ | -------------------------- | ------------------- | ---------------------- |
| Srebro | Rajyavardhan Singh Rathore | Strzelectwo         | trap podwójny mężczyzn |